# إي ثري هاريل بيك 2012
إي ثري هاريل بيك 2012 هو سباق دراجات هوائية أقيم بتاريخ 23 مارس 2012، تكون السباق من 1 مراحل وامتدّ لمسافة 203 كم بسرعة 41. 715 كم/س، استغرق السباق 4 ساعة 51 دقيقة 59 ثانية. فاز به البلجيكي توم بونن وحلّ ثانيا أوسكار فريري.

## الترتيب
| م                     | الدرّاج       | البلد   | الزمن                    |
| --------------------- | ------------ | ------- | ------------------------ |
| الفائز بالترتيب العام | توم بونن     | بلجيكا  | 4 ساعة 51 دقيقة 59 ثانية |
| الثاني                | أوسكار فريري | إسبانيا |                          |

## روابط خارجية
- إي ثري هاريل بيك 2012 على موقع إحصائيات الدراجات الإحترافية (الإنجليزية)